# Gabby DeLoof
Gabrielle „Gabby“ Marie DeLoof (* 13. März 1996 in Grosse Pointe, Michigan) ist eine Schwimmerin aus den Vereinigten Staaten. Sie gewann bei Weltmeisterschaften eine Silbermedaille.

## Sportliche Karriere
Gabby DeLoof studierte bis 2018 an der University of Michigan. Sie ist die mittlere von drei Schwestern, die bei internationalen Meisterschaften antraten. Alexandra DeLoof ist die älteste und Catie DeLoof die jüngste.
2018 trat Gabby DeLoof bei den Pan Pacific Championships an, erreichte aber weder über 100 Meter Freistil noch über 200 Meter Freistil das Finale.
Bei der Universiade 2019 in Neapel gewann Gabby DeLoof insgesamt fünf Goldmedaillen. Sie siegte auf den Einzelstrecken über 100 und 200 Meter Freistil. Die 4-mal-100-Meter-Freistilstaffel schlug in der Besetzung Veronica Burchill, Claire Rasmus, Catie DeLoof und Gabby DeLoof als Erste an. In der 4-mal-200-Meter-Freistilstaffel gewannen Kaersten Meitz, Paige Madden, Claire Rasmus und Gabby DeLoof. Schließlich triumphierte auch die 4-mal-100-Meter-Lagenstaffel mit Katharine Berkoff, Emily Escobedo, Dakota Luther und Gabby DeLoof.
Zwei Wochen nach der Universiade fanden die Weltmeisterschaften in Gwangju statt. Die 4-mal-200-Meter-Freistilstaffel schwamm mit Leah Smith, Melanie Margalis, Gabby DeLoof und Allison Schmitt die zweitbeste Vorlaufzeit. Im Finale waren Simone Manuel, Katie Ledecky, Melanie Margalis und Katie McLaughlin fast zehn Sekunden schneller als die Vorlaufstaffel und schlugen als Zweite hinter der australischen Weltrekordstaffel an. Auch die nur im Vorlaufeingesetzten Schwimmerinnen erhielten eine Silbermedaille.
Nach 2019 konnte sich Gabby DeLoof nicht mehr für internationale Meisterschaften qualifizieren. Sie war aber auch in den Jahren 2021 bis 2023 noch aktiv.